# Stańkowo
Stańkowo (niem. Riesenwalde) – wieś w Polsce położona w województwie pomorskim, w powiecie kwidzyńskim, w gminie Prabuty przy drodze wojewódzkiej nr 521. Na wschód od miejscowości znajduje się jezioro Burgale.
W latach 1975–1998 miejscowość administracyjnie należała do województwa elbląskiego.

## Historia
Pierwsze zapisy o miejscowości Stańkowo pochodzą z 1347, kiedy to biskup pomezański Mikołaj I odnowił przywilej lokacyjny wsi. W 1543 roku w Stankowie znajdował się kościół, żyło tu 20 chłopskich rodzin, które posiadały po trzy włóki ziemi. W 1740 właścicielem Stańkowa został Karl Gustaw von Bardeleben, który założył park. W 1789 Stankowo było wsią szlachecką z folwarkiem i kościołem. Było tu 38 domów mieszkalnych. W latach 1790–1795 utworzona została szkoła wiejska. W 1809 roku w Stańkowie było 21 nazwisk polskich. W 1832 roku założono nowy cmentarz przy drodze do stadniny, stary cmentarz ze względu na epidemię cholery okazał się za mały. W 1877 roku właścicielem Stańkowa został gdański kupiec Johan Gottfrid Borowski, który zbudował nową siedzibę właściciela, przetrwała ona do 1945 roku. W 1930 roku wzniesiono obok kościoła 2-klasowa szkołę wiejską. Do szkoły należała również Stadnina (Pałatyki) i Grażymowo. Kościół w Stankowie był do 1945 roku obsługiwany przez wspólnego dla Obrzynowa i Stańkowa proboszcza mieszkającego w Obrzynowie. Pod koniec wojny w 1945 roku zniszczeniu uległo większość zabudowań mieszkalnych oraz kościół, szkoła i dwór. Dwór odbudowano około 1952 roku, natomiast ruiny kościoła i szkoły zostały przez wojsko wysadzone i rozebrane.